# Rhipidia (Rhipidia) cassandra
Rhipidia (Rhipidia) cassandra is een tweevleugelige uit de familie steltmuggen (Limoniidae). De soort komt voor in het Neotropisch gebied.